# Henri Laborit

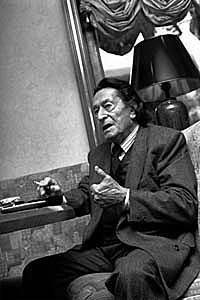
Henri Laborit

Henri Laborit (21.11.1914 – 18.5.1995) là một thầy thuốc, nhà văn và triết gia người Pháp.

## Cuộc đời và Sự nghiệp
Laborit sinh tại Hà Nội, Việt Nam. Cha ông là một sĩ quan quân y trong đội quân chiếm đóng thuộc địa, và từ trần khi Laborit 5 tuổi. Năm 12 tuổi Laborit bị mắc bệnh lao. Mặc dù bị di chứng của bệnh này, ông tiếp tục học và đậu bằng tú tài ở lycée Carnot (Paris). Sau khi đậu chứng chỉ lý-hóa-sinh, ông vào học ở "École principale du service de santé de la Marine", ở Bordeaux và đậu bằng bác sĩ y khoa. Ông bắt đầu hành nghề bác sĩ giải phẫu thần kinh trong Troupes de marine Pháp, sau đó ông chuyển sang làm bác sĩ giải phẫu ở bệnh viện quân y Val-de-Grâce. Tại đây, với sự cộng tác của các bác sĩ tâm thần ở bệnh viện Sainte-Anne, ông nghiên cứu phenothiazine. Tiếp theo, ông nghiên cứu lãnh vực cơ bản ở phòng thí nghiệm của bệnh viện Boucicault tại Paris.
Ông quan tâm tới các lãnh vực thuốc dưỡng thần kinh (psychotropic drug), tập tính học và trí nhớ. Ông đi tiên phong trong việc sử dụng các dopamine antagonist để giảm thiểu shock của các binh sĩ bị thương. Ông quan sát thấy các người được chữa trị bằng thuốc này tỏ ra giảm sự quan tâm tới các người chung quanh dẫn tới việc sau này dùng chúng như thuốc an thần kinh (antipsychotics). Ông cũng là nhà nghiên cứu đầu tiên nghiên cứu axít gamma-Hydroxybutyric (GHB) ở đầu thập niên 1960 và hy vọng nó sẽ là một precursor có đặc tính dược động học (bioavailable) dùng để uống cho neurotransmitter GABA, nhưng nó đã chứng tỏ có các cách sử dụng khác và sau đó được phát hiện ra là một neurotransmitter nội sinh.
Ông là cha của nữ diễn viên Maria Laborit, bác sĩ tâm thần Jacques Laborit và là ông ngoại của nữ diễn viên Emmanuelle Laborit (con gái của Maria Laborit).

## Văn hóa xã hội
Ông xuất hiện trong phim Mon oncle d'Amérique năm 1980 của Alain Resnais, dựa trên các ý tưởng của Laborit và dùng các truyện của 3 người để minh họa các lý thuyết bắt nguồn từ tâm lý học tiến hóa (evolutionary psychology) đối với mối quan hệ bản thân và xã hội. Phim này cũng gồm các cảnh ngắn về các thí nghiệm chuột được dùng để minh họa các cách cư xử của một số nhân vật trong các tình thế khác nhau (chẳng hạn như sự ức chế trong hành động ).
Nhà nghiên cứu thị trường người Mỹ gốc Pháp Clotaire Rapaille coi Laborit là người có ảnh hưởng lớn tới công việc của mình.

## Tác phẩm
- Physiologie et biologie du système nerveux végétatif au service de la chirurgie (1950)
- L’anesthésie facilitée par les synergies médicamenteuses (1951)
- Réaction organique à l’agression et choc (1952)
- Pratique de l’hibernothérapie en chirurgie et en médecine (1954)
- Résistance et soumission en physio-biologie: l’hibernation artificielle (1954)
- Excitabilité neuro-musculaire et équilibre ionique. Intérêt pratique en chirurgie et hibernothérapie (1955)
- Le delirium tremens (1956)
- Bases physio-biologiques et principes généraux de réanimation (1958)
- Les destins de la vie et de l’homme. Controverses par lettres sur des thèmes biologiques (1959)
- Physiologie humaine (cellulaire et organique) (1961)
- Du soleil à l’homme (1963)
- Les régulations métaboliques (1965)
- Biologie et structure (1968)
- Neurophysiologie. Aspects métaboliques et pharmacologiques (1969)
- L’Homme imaginant: Essai de biologie politique (1970)
- L’homme et la ville (1971)
- L’agressivité détournée: Introduction à une biologie du comportement social (1970)
- La Société informationnelle: Idées pour l’autogestion (1973)
- Les Comportements: Biologie, physiologie, pharmacologie (1973)
- La Nouvelle grille (1974)
- L’Éloge de la fuite (1976)
- Discours sans méthode (1978)
- L’Inhibition de l’action (1979)
- La Colombe assassinée (1983)
- Dieu ne joue pas aux dés (1987)
- La vie antérieure (1987)
- Les récepteurs centraux et la transduction de signaux (1990)
- L’esprit dans le grenier (1992)
- Étoiles et molécules (1992)
- La légende des comportements (1994)
- Une Vie - Derniers entretiens (1996)

## Giải thưởng và Vinh dự
- 1957: giải nghiên cứu Y học lâm sàng Lasker-DeBakey.
- 1967: Bắc đẩu bội tinh hạng Offcicier
- 1972: Huy chương của Tổ chức Y tế thế giới.
- 1981: giải Anokhin (Liên Xô).
- Một bệnh viện ở Poitiers mang tên ông.
- Đại giảng đường có bậc của Viện Y học hải quân ở Toulon mang tên ông.